# Chao Posterior
Chao ou Zhao Posterior (em chinês: 后赵 (simplificado) ou 後趙 (tradicional); romaniz.: Hòuzhào (pinyin)) foi um dos reinos do chamado Período dos Dezesseis Reinos que existiram concomitantemente com o Império Jim (265–420).